# Блю
«Блю» (англ. Blue) — останній фільм британського режисера Дерека Джармена, що вийшов у 1993 році, за чотири місяці до смерті митця від ускладнень, викликаних СНІДом. До моменту виходу фільму на екрани Джармен частково осліпнув від цих ускладнень.
Фільм, що став свого роду заповітом кінематографіста, містить тільки один кадр яскраво-синього кольору, що заповнює екран як фон для звукового супроводу, в якому Джармен і декілька його улюблених акторів описують життя і погляди режисера.
Фільм було випущено на DVD у Німеччині та Італії. 23 липня 2007 року британський дистриб'ютор Artificial Eye випустив на DVD «Блю» разом з Glitterbug, коллажем Джармена з кадрів, знятих на плівку Super 8.
На Единбурзькому кінофестивалі 1993 року фільм отримав приз у категорії «Найкращий британський фільм». Він також заслужив на почесну згадку журі на МКФ в Стокгольмі у 1994 році. У 2011 році «Блю» увійшов до списку ста найкращих британських фільмів усіх часів, складеного часописом Time Out.

## У ролях
У фільмі звучать голоси наступних людей :
- Дерек Джармен
- Тільда Суїнтон
- Джон Квентін
- Найджел Террі